# Sur la piste d'Oregon
Pour plus de détails, voir Fiche technique et Distribution.
Sur la piste d'Oregon (The Oregon Trail) est un film américain réalisé par Scott Pembroke, sorti en 1936.

## Synopsis
Les membres d'une expédition menée par le Colonel Delmont dans les Montagnes Rocheuses ont tous péri. Le Capitaine John Delmont, à la recherche de ce qui s'est passé, découvre un journal laissé par son père qui désigne le Major Harris comme le responsable. Il va se mettre à sa recherche.

## Fiche technique
- Titre original : The Oregon Trail
- Titre français : Sur la piste d'Oregon
- Réalisation : Scott Pembroke
- Scénario : Jack Natteford, Lindsley Parsons, Robert Emmett Tansey
- Photographie : Gus Peterson
- Son : Ingénieur du son
- Montage : John Stransky Jr.
- Production : Trem Carr
- Société de production : Republic Pictures
- Société de distribution : Republic Pictures
- Pays de production :  États-Unis
- Langue originale : anglais
- Format : noir et blanc — 35 mm — 1,37:1 — son Mono (RCA Victor High Fidelity Recording System)
- Genre : Western
- Durée : 59 minutes
- Date de sortie : 
  - États-Unis : 18 janvier 1936

## Distribution
- John Wayne : Capitaine John Delmont
- Ann Rutherford : Anne Ridgeley
- Joseph W. Girard : Colonel Delmont
- Yakima Canutt : Tom Richards
- Frank Rice : Red
- E.H. Calvert : Jim Ridgeley
- Ben Hendricks Jr. : Major Harris
- Harry Harvey : Tim
- Fern Emmett : Minnie
- Jack Rutherford (en) : Benton
- Marian Ferrell : Sis
- Roland Ray : Markey
- Gino Corrado : Forrenza
- Edward LeSaint : Général Ferguson
- Octavio Giraud : Don Miguel

## Chanson du film
- "Oregon Trail" : musique de Sam H. Stept, paroles d'Oliver Drake

## Autour du film
- Ce film est considéré comme perdu, mais une quarantaine de photographies prises pendant le tournage dans les Alabama Hills ont été retrouvées par hasard en 2013[1].